# Gérson
Gérson de Oliveira Nunes (Niteró, Brazil, 11. siječnja 1941.) je bivši brazilski nogometaš koji je s Brazilom 1970. osvojio naslov svjetskog prvaka na SP-u u Meksiku-u.

## Karijera

### Klupska karijera
Gérson je karijeru započeo 1959. u Flamengu gdje je odigrao 153 utakmice i postigao 80 pogodaka. Prelazi u Botafogo 1963. gdje je u šest godina, odigrao 248 utakmica i postigao 96 pogodaka. Godine 1969. potpisao je ugovor sa São Paulom u tri godine odigrao je 75 utakmica i postigao 12 pogodaka. Pred kraj karijere 1972. seli u Fluminense gdje je odigrao 57 utakmica i postigao pet pogodaka, 1974. završava profesionalnu karijeru.

### Reprezentativna karijera
Gérson je članom reprezentacije Brazila postao 1961. dva puta je sudjelovao na Svjetskom prvenstvu 1966. na SP-u u Engleskoj i 1970. u Meksiku gdje je Brazil stigao do treće titule Svjetskog prvaka.

## Vanjske poveznice
- FIFA profil  Arhivirana inačica izvorne stranice od 12. travnja 2010. (Wayback Machine)